# アンティニャーノ
アンティニャーノ（伊: Antignano）は、イタリア共和国ピエモンテ州アスティ県にある基礎自治体（コムーネ）。

## 地理

### 位置・広がり

#### 隣接コムーネ
隣接するコムーネは以下の通り。
- チェッレ・エノモンド
- コスティリオーレ・ダスティ
- イーゾラ・ダスティ
- レヴィリアスコ・ダスティ
- サン・ダミアーノ・ダスティ
- サン・マルティーノ・アルフィエーリ

#### 地震分類
イタリアの地震リスク階級 (it) では、4 に分類される
。

## 行政

### 分離集落
アンティニャーノには、以下の分離集落（フラツィオーネ）がある。
- Gonella, Nicola, Perosini